# Бунвілл (селище, Нью-Йорк)
Бунвілл (англ. Boonville) — селище (англ. village) в США, в окрузі Онейда штату Нью-Йорк. Населення — 2020 осіб (2020).

## Географія
Бунвілл розташований за координатами 43°28′51″ пн. ш. 75°19′47″ зх. д. / 43.48083° пн. ш. 75.32972° зх. д. (43.480862, -75.329636). За даними Бюро перепису населення США в 2010 році селище мало площу 4,49 км², з яких 4,48 км² — суходіл та 0,01 км² — водойми.

## Демографія
Згідно з переписом 2010 року, у селищі мешкали 2072 особи в 899 домогосподарствах у складі 503 родин. Густота населення становила 461 особа/км². Було 990 помешкань (220/км²).
Расовий склад населення:
| - 99,2 % — білих - 0,3 % — корінних американців |

До двох чи більше рас належало 0,2 %. Частка іспаномовних становила 0,9 % від усіх жителів.
За віковим діапазоном населення розподілялося таким чином: 20,0 % — особи молодші 18 років, 55,4 % — особи у віці 18—64 років, 24,6 % — особи у віці 65 років та старші. Медіана віку мешканця становила 45,3 року. На 100 осіб жіночої статі у селищі припадало 91,0 чоловіків; на 100 жінок у віці від 18 років та старших — 87,8 чоловіків також старших 18 років.
Середній дохід на одне домашнє господарство становив 50 540 доларів США (медіана — 32 500), а середній дохід на одну сім'ю — 55 700 доларів (медіана — 42 075). За межею бідності перебувало 19,4 % осіб, у тому числі 20,9 % дітей у віці до 18 років та 7,5 % осіб у віці 65 років та старших.
Цивільне працевлаштоване населення становило 787 осіб. Основні галузі зайнятості: освіта, охорона здоров'я та соціальна допомога — 27,4 %, роздрібна торгівля — 15,0 %, виробництво — 11,4 %, мистецтво, розваги та відпочинок — 8,1 %.